# Māvelikara
Māvelikara är en ort i Indien.   Den ligger i distriktet Alappuzha och delstaten Kerala, i den södra delen av landet, 2 200 km söder om huvudstaden New Delhi. Māvelikara ligger 12 meter över havet och antalet invånare är 28 300.
Terrängen runt Māvelikara är mycket platt. Runt Māvelikara är det mycket tätbefolkat, med 1 221 invånare per kvadratkilometer. Närmaste större samhälle är Kāyankulam, 11,4 km sydväst om Māvelikara. Trakten runt Māvelikara består till största delen av jordbruksmark.